# Серии Оцеляване (1987)
Сериите Оцеляване (на английски: Survivor Series) е първото годишно pay-per-view събитие от поредицата Серии Оцеляване, продуцирано от Световната федерация по кеч (WWF). То се провежда в нощта на Денят на благодарността, 26 ноември 1987 г. в Ричфийлд Тауншип, Охайо.

## Обща информация
Събитието е добавено след Кечмания 3, за да осребри успеха на пазара от съперничеството на Хълк Хоган и Андре Гиганта. Винс Макмеън заплашва кабелните телевизии, че който излъчи Starrcade на NWA (което е в същия ден и час) вместо Сериите Оцеляване, няма да получи права да излъчва Кечмания 4. Повечето кабелни доставчици се поддават на заплахата на Макмеън и само колцина излъчват Starrcade.
Основното събитие е Сървайвър елиминационен мач 5 срещу 5, където отборът на Андре Гиганта побеждава отбора на Хълк Хоган, когато Андре елиминира члена на отбора на Хоган Бам Бам Бигелоу, за да стане първият оцелял в историята на Сериите Оцеляване. Целият кард включва мачове с елиминации, включващи отбора на Ренди Савидж, който побеждава отбора на Хонки Тонк Мен и отбора на Невероятната Мула, побеждавайки отбора на Сензационната Шери.

## Резултати
| №                                         | Резултати | Правила                                 | Време |
| ----------------------------------------- | --- | --------------------------------------- | ----- |
| 1                                         | Брутъс Бийфкейк, Джейк Робъртс, Джим Дъгън, Ренди Савидж и Рики Стиймбоут (с Мис Елизабет) побеждават Опасния Дани Дейвис, Харли Рейс, Херкулес, Хонки Тонк Мен и Рон Бас (с Боби Хийнън и Джими Харт) | Сървайвър елиминационен мач 5 срещу 5   | 24:00 |
| 2                                         | Невероятната Мула, Скачащите бомби ангели (Ицуки Ямазаки и Норийо Татено), Рокин Робин и Велвет Макинтайър поб. Дон Мари Псалтис, Дона Кристанело, Бляскавите момичета (Лейлани Кай и Джуди Мартин) и Сензационната Шери (с Джими Харт) | Сървайвър елиминационен мач 5 срещу 5   | 20:00 |
| 3                                         | Британските булдози (Дейви Бой Смит и Динамитеното хлапе), Пчелите убийци (Б. Брайън Блеър и Джим Брънзел), Невероятните Ружо (Жак и Реймънд), Ударна сила (Рик Мартел и Тито Сантана), Младите жребци (Джим Пауърс и Пол Рома) поб. Болшевиките (Борис Жуков и Николай Волкоф), Разрушителите (Екс и Смаш), Отборът мечта (Грег Валънтайн и Дино Браво), Фондацията Харт (Брет Харт и Джим Найдхарт) и Островитяните (Хаку и Тама) (с Боби Хийнън, Мистър Фуджи, Джими Харт, Джони Валиънт и Слик) | Сървайвър елиминационен мач 10 срещу 10 | 37:00 |
| 4                                         | Андре Гиганта, Буч Рийд, Кинг Конг Бънди, Уан Мен Ганг и Рик Руд (с Боби Хийнън и Слик) поб. Бам Бам Бигелоу, Дон Мурако, Хълк Хоган, Кен Патера и Пол Орндорф (с Оливър Хъмпърдинк) | Сървайвър елиминационен мач 5 срещу 5   | 22:00 |
| - (ш) – указва шампиона/шампионите в мача | |                                         |       |